# 博拉馬區 (索馬利亞)
博拉馬區（索馬里語：或）是索馬利亞時期的一個區，目前為位於索馬利蘭西方的奧達勒州。首府為博拉馬。

## 外部鏈結
- Districts of Somalia（页面存档备份，存于）
- Administrative map of Borama District （页面存档备份，存于）